# Antipathes delicatula
Antipathes delicatula är en korallart som beskrevs av Schultze 1896. Antipathes delicatula ingår i släktet Antipathes och familjen Antipathidae. Inga underarter finns listade i Catalogue of Life.